# Никольская церковь (Моршанск)
Церковь Николая Чудотворца — православный храм, расположенный в городе Моршанск, Тамбовская область. Относится к Моршанскому благочинию Мичуринской епархии Тамбовской митрополии Русской православной церкви. Настоятелем Никольского храма на данный момент является протоиерей Сергий Анатольевич Медведев.

## История
Первые упоминания о наличии церкви в Моршанске относятся к 1736 году. Согласно топографическому описанию Моршанска, которое было проведено в 1782 году, временем основания деревянной церкви Святого Николая в Базевской слободе является лето 1602 год. Тогда был построен первый храм. Вторая церковь была построена в 1782 году. В 1814, в связи с перепланировкой улиц города году храм был перемещён на новое место в 42 аршинах от старого. На старом местоположении храма была устроена часовня. Во время городского пожара в 1848 году второй храм сгорел. В 1848—1851 годах шло строительство нынешнего храма. Сооружение храма осуществлялось на средства прихожан. Главный придел храма освящен в честь святителя Николая Мирликийского, правый — в честь первоверховных апостолов Петра и Павла, а левый — в честь иконы Казанской Божией Матери. В 1894 году при Никольской церкви было создано общество трезвости.
В 1938 году при советской власти церковь закрыли, через год после расстрела последнего священника храма, отца Сергия Иванова.
Во время Второй мировой войны в храме размещались мастерские по ремонту двигателей самолётов. В 1943 году храм вновь был открыт. Церковь была освящена тогдашним архиепископом Тамбовским и Мичуринским Лукой (Войно-Ясенецкий).